# Coenyra aurantiaca
Coenyra aurantiaca är en fjärilsart som beskrevs av Aurivillius 1911. Coenyra aurantiaca ingår i släktet Coenyra och familjen praktfjärilar. Inga underarter finns listade i Catalogue of Life.